# Panaxia
Panaxia är ett svenskt säkerhetsföretag, som varit verksamt inom bland annat värdetransporter. Sparbanken 1826 var tillsammans med Forex Bank huvudägare i Panaxia innan konkursen i september 2012. 
2010 omsatte Panaxia 730 MSEK och hade 1068 anställda. Efter avyttring av tre dotterbolag under 2011 uppgick omsättningen under 2011 till 574 MSEK. I mitten av 2012 hade Panaxia knappt 500 anställda.
Panaxia har även kört sjukvårdstransporter i Stockholm innan de gick i konkurs. Sedan dess har ASA Transporter tagit över i hela Stockholms City.

## Historik
Panaxia grundades 1993 i Stockholm och expanderade under åren 1998-2000 till Göteborg och Malmö.  2006 börsnoterades företaget på NGM Equity.  2009 började finansiella problem uppstå när bankerna nekade att bevilja nya lån. I protokoll från styrelsen från detta år står det "hittat en ny form av finansiering utan räntekostnad" vilket innebar att dagskassor användes till att betala Panaxias egna skulder.  Sommaren 2010 kom bolaget på obestånd då man inte längre kunde betala kunderna som det var planerat.  2011 såldes tre dotterbolag: Panaxia Bevakning AB, Hans Granlunds Åkeri AB och Panaxia Logistik.  2012 såldes även det litauiska dotterbolaget UAB Trikampis žiedas.

### Brott och konkurs
Efter chefsbyten uppdagades våren 2012 ekonomiska oegentligheter i form av misstänkta bokföringsbrott som skulle ha begåtts av två av Panaxias tidigare chefer, varav en stor ägare i företaget, som även häktats för misstänkt ekonomisk brottslighet i andra företag. Företaget tvingades till en avskrivning på 200 MSEK 2:a kvartalet 2012, vilket ledde till en rörelseförlust på 252 MSEK för första halvåret 2012 och sådan kapitalbrist i företaget att en kontrollbalansräkning upprättades.
Till följd av de misstänkta brotten sade Riksbanken i juni 2012 upp ett avtal med Panaxia om mynthantering som skulle ha börjat gälla från oktober 2012.
Efter att ha misslyckats med att få in tillräckligt med kapital i en nyemission för att täcka kapitalbristen ansökte Panaxia 5 september 2012 om konkurs. I samband med konkursen uppdagades att belopp om flera hundra miljoner kronor saknades på det konto där Panaxia skulle sätta in kunders pengar efter att ha hämtat dem hos bland annat butiker och bensinmackar.
Vad Panaxia gjort sig skyldigt till är en typisk förskingring vilken med hänsyn till beloppens storlek och det systematiska förfarandet måste anses vara ett grovt brott. Åtal har i juni 2013 väckts även för grov förskingring.
I december år 2014 valde ekobrottsmyndigheten att lägga ner sin utredning mot Panaxia. Utredningen gällde grov förskingring, men ytterligare tre förundersökningar pågår mot Panaxia och stämningsansökan mot de tidigare toppcheferna kvarstår.
Thomas Gravius och den förra toppchefen i Panaxia döms till fängelse för grov trolöshet mot huvudman. Tingsrätten friar dem dock från fem av sju åtalspunkter, bland annat grov stöld.

## Fordringsägare i konkursen
Av förvaltarberättelsen, som är en beskrivning av konkursboets tillstånd före konkursen  och orsakerna till obeståndet, framgår att Panaxias skuld uppgick till 475 MSEK och de största fordringsägarna är Forex som var största ägare, Reitangruppen som äger Pressbyrån och 7-Eleven, OKQ8, Bauhaus och Apoteken.
Nybro Allbud som själva gick i konkurs juli 2013 efter förluster på 2 miljoner.